# Cárdenas (Nicarágua)
Cárdenas é um município da Nicarágua, situado no departamento de Rivas. Tem 227 km² de área e sua população em 2020 foi estimada em 7.529 habitantes.
Em 2002, o município de Cárdenas ameaçou o governo de Manágua com a secessão e a integração na Costa Rica. A Costa Rica alegou que respeitaria o território nicaraguense e não tinha intenção de anexar o município.